# Bataille de Plouharnel
Chouannerie
Batailles
- Liffré
- 1re Argentré
- Expédition de Quiberon
- (Landévant et Mendon
- Plouharnel
- Quiberon)
- Segré
- 1er Rocher de La Piochais
- La Ceriseraie
- La Cornuaille
- 1re La Croix-Avranchin
- La Vieuville
- Boucéel
- 1re Saint-James
- 2e Rocher de La Piochais
- 2e La Croix-Avranchin
- Auverné
- Andigné
- Croix-Couverte
- Tinchebray
- L'Auberge-neuve
- Locminé
- Saint-Hilaire-des-Landes
- Val de Préaux
- Le Grand-Celland
- 2e Argentré
- Noyant-la-Gravoyère
- La Hennerie
- Saint-Aubin-du-Cormier
- Le Mans
- Nantes
- Saint-Brieuc
- Le Lorey
- Mont-Guéhenno
- La Tour d'Elven
- 2e Saint-James
- Les Tombettes
- Pont du Loc'h

La bataille de Plouharnel se déroula pendant la Chouannerie, lors de l'expédition de Quiberon. Le 16 juillet 1795, l'armée des émigrés enfermée dans la presqu'île de Quiberon lance une offensive sur les lignes républicaines à Sainte-Barbe au sud-ouest de Plouharnel, tandis qu'une troupe de Chouans tente un débarquement à Carnac avec l'aide de la flotte britannique. Mais les royalistes assiégés ignorent que la colonne des Chouans de Tinténiac a été détournée et qu'elle ne peut prendre les Républicains à revers comme le plan le prévoyait. Aussi l'offensive est un échec complet, les émigrés buttent sur les redoutes républicaines garnies de plusieurs batteries d'artillerie et les Royalistes sont refoulés.

## Prélude
Les troupes royalistes, vaincues à la bataille de Carnac se retrouvent enfermés dans la presqu'île de Quiberon.
Le 9 juillet, l'état-major royaliste se réunit en conseil. Cadoudal propose un plan pour tenter de briser les lignes républicaines, le but étant de profiter de leur domination sur la mer grâce à la marine britannique pour débarquer des troupes au-delà des lignes républicaines afin de pouvoir les attaquer de dos. Ce plan soutenu par Tinténiac, Bois-Berthelot et Vauban est approuvé par le conseil. Le 10 juillet, deux colonnes chouannes, l'une de 2 000 hommes commandée par Lantivy et Jean Jan, l'autre de 3 500 hommes, commandée par Tinténiac et Cadoudal, renforcés de la deuxième compagnie du Loyal-Émigrant, s'embarquent à Port-Haliguen sur les navires britanniques et sont débarqués, la première à l'ouest au Pouldu en Clohars-Carnoët, la seconde à l'est à Sarzeau. Les Chouans, vêtus d'uniformes britanniques, ont pour mission de lever un maximum de troupes et de prendre les lignes républicaines à revers pour le 16 juillet afin de lancer une attaque combinée avec l'armée des émigrés.
Le 15 juillet, une nouvelle flotte de navires de transports britanniques commandée par Francis Rawdon-Hastings, lord Moira fait son apparition dans la baie de Quiberon, elle transporte la deuxième division émigrée sous les ordres du marquis Charles Eugène Gabriel de Virot de Sombreuil ainsi que la réponse du gouvernement britannique à la lettre de Puisaye envoyée le 27 juin. Cette lettre, écrite par William Windham, met fin à la discorde entre d'Hervilly et Puisaye en confirmant ce dernier comme chef de l'expédition. Afin de clarifier la situation, le gouvernement fait savoir qu'il promeut Puisaye au grade de Lieutenant-général au sein de l'armée britannique.
Sombreuil demande à Puisaye de différer l'attaque d'une journée afin d'avoir le temps de débarquer et d'armer ses hommes pour qu'ils puissent eux aussi prendre part au combat. Mais Puisaye doit refuser afin de pouvoir agir de concert avec Tinténiac. Dans la nuit du 15 au 16 juillet, Vauban s'embarque avec à Port-Orange 1 500 à 2 000 Chouans, 200 soldats anglais et deux canons sur les navires de Warren, il est débarqué à Carnac, aux dunes de Beaumer avec ses troupes afin de tenter une diversion. Un code a été convenu avec Puisaye, lorsque Vauban aura engagé le combat, il devra envoyer une première fusée, et s'il devait être repoussé, il devrait en envoyer une deuxième.

## La bataille
Le 16 juillet, à trois heures trente du matin, le combat s'engage à Carnac et Vauban fait tirer sa première fusée.
Au fort Penthièvre, Puisaye, croyant entendre une clameur dans le camp républicain, croit à une attaque de Tinténiac et ordonne une offensive générale. 2 600 émigrés et 1 400 à 1 600 Chouans menés par le général d'Hervilly se mettent en mouvement. Le régiment du Dresnay et 600 Chouans commandés par le duc de Lévis occupent le flanc droit, le régiment d'Hector est placé au centre-droit, la première compagnie du Loyal-Émigrant au centre, où elle forme l'avant-garde, le Royal Artillerie derrière elle avec 6 à 8 pièces d'artillerie, Le Régiment d'Hervilly occupe le centre-gauche. Sur le flanc gauche, 1 000 insurgés commandés par le chevalier de Saint-Pierre et 400 Chouans de la division d'Auray commandés par le colonel Glain. Face à cette armée se trouvent 18 000 soldats républicains commandés par le général Louis Lemoine qui remplace Lazare Hoche parti pour Lorient ce jour-là afin de contrer les Chouans de l'Armée rouge. 
Mais l'affaire commence mal pour les Royalistes, Vauban est repoussé et doit réembarquer, il lance sa deuxième fusée, mais Puisaye ne l'aperçoit pas.
Au nord de la presqu'île, les émigrés arrivent au contact avec l'avant-garde républicaine commandée par Jean Humbert, celui-ci à la vue de l'offensive se replie rapidement sur ses lignes après un court combat. Les Royalistes le poursuivent en bon ordre et s'approche des lignes républicaines. Les Républicains laissent les Royalistes s'approcher puis ouvrent le feu avec toute leur artillerie, soit quatre batteries de 12 et de 8. Les troupes au centre, surprises par une telle puissance de feu, sont clouées sur place. Sur le flanc gauche, les Chouans, plus lestes et plus légèrement équipés que les régiments émigrés, passent alors à la charge, baïonnette au canon. Ils parviennent atteindre les retranchements et engagent le combat au corps à corps. Sur le flanc droit, le régiment d'Hector et les Chouans du duc de Lévis chargent à deux reprises les redoutes mais ils sont finalement repoussés. 
Au centre, les émigrés, un temps immobilisés, se réorganisent et sous l'impulsion de d'Hervilly tentent de passer à l'assaut. Disciplinés, les émigrés progressent en bon ordre malgré le feu de la mitraille lorsque d'Hervilly s'effondre, frappé par un biscaïen. Désorganisés par la perte de leur général, les émigrés finissent par prendre la fuite, certains en traversant la Baie de Plouharnel au gué de Saint-Guénel, la marée étant basse, d'autres par la chaussée du moulin du Bégo. ; la cavalerie républicaine commandée par l'adjudant-général Vernot-Dejeu, soutenu par des troupes d'infanterie, sort alors de ses retranchements et se lance à leur poursuite. Plusieurs blessés sont achevés par des fantassins.
Les Royalistes se réfugient dans le fort Penthièvre, poursuivis de près par les Républicains. Une partie des Chouans de Jacques Le Prestre de Vauban, revenus de Carnac et 300 soldats anglais interviennent alors pour protéger la retraite tandis que les canonniers du fort Penthièvre et cinq chaloupes canonnières britanniques ouvrent le feu sur les Républicains. Ces derniers, face à cette puissance de feu importante, se replient rapidement.

## Les pertes
Selon Hoche, 300 Royalistes ont été tués lors de la bataille,. L'émigré La Roche-Barnaud, du régiment Périgord qui n'a pas pris part au combat, va jusqu'à parler de 1 500 royalistes tués. Des 125 hommes de la première compagnie du Loyal-Emigrant, seuls 45 ont survécu, 53 des 80 officiers du régiment d'Hector ont été tués ou blessés, de même que 26 des officiers du régiment de Dresnay. Le général d'Hervilly devait mourir de ses blessures à Londres, le 14 novembre. Les pertes républicaines sont de 23 morts et 71 blessés dont Vernot-Dejeu. Les Chouans débarqués pour prendre les Républicains à revers, trompés par l'Agence royaliste de Paris, n'avaient pas paru.